# توني بيلو
توني بيلو (بالإنجليزية: Tony Bellew)‏ مواليد 30 نوفمبر 1982 في ليفربول، مرزيسايد، إنجلترا، هو ملاكم محترف إنجليزي. حقق بطولة المجلس العالمي للملاكمة.

## إحصائيات
خاض خلال مسيرته 31 نزالا، فاز في 28 وتعادل في 1 وخسر في 2. فاز بالضربة القاضية في 18 نزالا.

## وصلات خارجية
- توني بيلو على موقع بوكس ريك (الإنجليزية) (registration required)

- الموقع الرسمي